# Al Baraka Banking Group
Pour les articles homonymes, voir Baraka.
 (février 2014).
Si vous disposez d'ouvrages ou d'articles de référence ou si vous connaissez des sites web de qualité traitant du thème abordé ici, merci de compléter l'article en donnant les références utiles à sa vérifiabilité et en les liant à la section « Notes et références ».

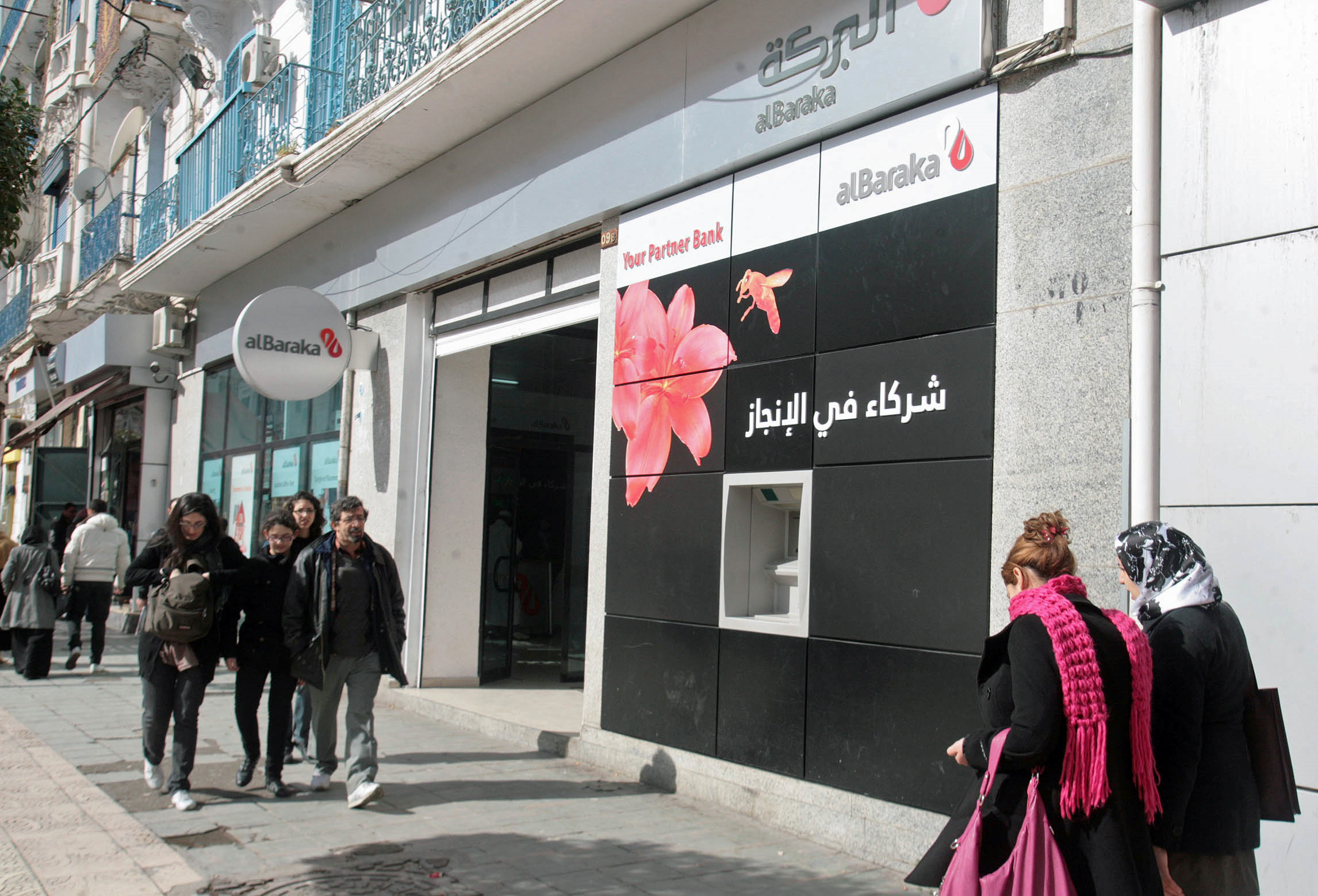
Al Baraka Bank en Algérie.

Al Baraka Banking Group (ABG) est un groupe bancaire universel dont le siège social est à Bahreïn.

## Description
Son capital social s'élève à 1,5 milliard de dollars US. Il offre une panoplie de produits et de services conformes aux principes de la finance islamique. Le groupe est présent dans quinze pays à travers des filiales et des bureaux de représentation. La banque est présente à travers la Jordanie, l'Indonésie, le Pakistan, le Bahreïn, la Tunisie, le Maroc, la Libye, l'Arabie saoudite, l'Algérie, l'Afrique du Sud, le Soudan, la Turquie, la Syrie, le Liban, l’Égypte, l'Iraq.
Le groupe ABG est le leader mondial sur le marché de la finance islamique et se positionne en tant qu’opérateur de référence sur ce marché dans les pays où il est implanté. En 2013, le groupe ABG a reçu pour la deuxième année consécutive le prix de « The Best Islamic Financial Institution » par le magazine new-yorkais Global Finance.

## Historique
En 2013, Al Baraka Turk, la filiale turque d'Al Baraka Bank, a annoncé le lancement d'un crédit syndiqué de 250 millions de dollars. Cette facilité conforme à la charia est structurée comme une transaction en deux parties et sera utilisée pour les activités de financement de la banque.
En 2017, Al Baraka Banking Group et Flat6labs ont conclu un protocole d'accord pour collaborer sur diverses activités visant à favoriser l'écosystème des startups et de l'entrepreneuriat. Le protocole d'accord comprenait des initiatives telles que le partage de connaissances et d'expertise et le mentorat des startups fintech, technologie financière. La cérémonie de signature a eu lieu au siège d'Al Baraka dans la baie de Bahreïn.
La Banque Al Baraka a signé un protocole d'accord avec la Banque étrangère libyenne (en) (LFB), l'une des principales banques arabes en Afrique. La cérémonie de signature a eu lieu au siège d'Al Baraka Türk Participation Bank. L’objectif premier est d’établir un cadre de collaboration permettant des initiatives et des activités bancaires conjointes entre l’ABG et le LFB.
Le protocole d’accord vise également à faciliter les futurs programmes de coopération technique. Les principales dispositions du protocole d'accord incluent l'échange de connaissances, ABG offrant son expertise en matière bancaire islamique au profit du LFB. L'accord se concentre également sur le renforcement de la coopération en matière de correspondant bancaire, d'opérations de financement commercial, de gestion des liquidités, d'investissements, de partage d'informations et d'échange d'idées.
En 2018, Al Baraka Bank Lebanon, filiale du groupe bancaire Al Baraka, a lancé une conversion de base du système bancaire. La banque avait déjà signé un accord l'année précédente pour mettre en œuvre le système bancaire de base iMAL, fourni par Path Solutions, dans quatre de ses quinze filiales internationales. Avant la conversion, les quatre filiales utilisaient le système de base Equation de Misys, qui a depuis été rebaptisé Finastra.